# Theodor Herzl, der Bannerträger des jüdischen Volkes
Theodor Herzl, der Bannerträger des jüdischen Volkes ist eine österreichische Stummfilmproduktion. „Der Film aus dem Jahr 1921 schildert das Leben des Schriftstellers und Juristen, sowie Szenen aus der leidvollen Geschichte des jüdischen Volkes, die die Sehnsucht nach einem eigenen Judenstaat begreiflich machen“, wie der österreichische Filmhistoriker Thomas Ballmann anlässlich einer Retrospektive am 11. Januar 2010 anlässlich des anstehenden 150. Geburtstags Herzls in einem Vortrag („Zur Theodor Herzl-Rezeption im Film“) formulierte.

## Handlung
Von einzelnen, episodenhaften Szenen geprägt und in ebenso prachtenfaltenden wie bisweilen stark symbolhaften Bildern gestaltet, versucht der Film zunächst einen historischen Einblick in die Leidensgeschichte der Juden während ihrer mehrere tausend Jahre umfassenden Geschichte zu geben, ehe er in die Moderne hinübergleitet und aus den Erfahrungen und dem Erlebten der Vergangenheit Herzls konsequenten Kampf für eine Heimstatt aller Juden in Palästina begreiflich zu machen versucht. In einer Anzeige des Wiener Ferdinands-Kino wurden folgende fünf Überschriften für die einzelnen Akte benannt:
- Das Leiden des Judentums in der Vorzeit
- Am Hofe König Davids
- Der Tempel Salamons
- Die spanische Inquisition
- Die Mission Theodor Herzls

Ahasver, der ewige Jude, das Symbol für das ringende Israel, steht am Anfang der Geschichte. Er ringt um sein Volk. Das alte Ägypten steht für furchtbare Knechtschaft, mit König Salomon und König David erreicht das jüdische Volk eine frühe Blütezeit. Die Jahrhunderte später folgende Inquisition bedeutet wiederum eine schwere Prüfung. In der Moderne aber erscheint eine mögliche Rettung: Die Person Theodor Herzls.
Basel 1897. Im ersten Zionistenkongress hält Herzl eine flammende Rede für die Schaffung eines Judenstaates. Vier Jahre darauf, am 17. Mai 1901, wird er vom türkischen Sultan empfangen. Hier will er Überzeugungsarbeit leisten, um die Genehmigung für eine jüdische Besiedlung des zum Osmanischen Reich gehörenden Palästinas zu erlangen. Am 26. Januar 1904 erhält Herzl in derselben Angelegenheit eine Audienz bei Papst Leo XIII. – ein Anachronismus, da seit dem 4. August 1903 Pius X. amtiert –, wo er die Unterstützung durch die katholische Kirche erbittet, ehe er vom italienischen König empfangen wird.
Der unermüdliche Kampf um eine Heimat für alle Juden lässt Herzl bald vor Erschöpfung krank werden, und er muss das Bett hüten. Gesundheitlich angeschlagen, nimmt er dennoch an allen zentralen Besprechungen zur Realisierung seines kühnen Planes teil. Heftig wird in einer dieser Runden darüber diskutiert, ob man das Angebot der britischen Regierung, Uganda als eine neue Heimat für die Juden bereitzustellen, annehmen soll. Als Herzl schließlich stirbt, hat er seine Vision eines zukünftigen Israel vor Augen.

## Produktionsnotizen
Theodor Herzl, der Bannerträger des jüdischen Volkes wurde 1920 gedreht und am 11. Februar 1921 in Wien uraufgeführt. Er besaß fünf Akte sowie einen Prolog und einen Epilog.
„Mit eigens zusammengestellter Musik aus jüdischen Motiven von Professor Julius Sulzer“ wurde die Aufführung begleitet.
Wie schon zuvor mehrmals in Deutschland, etwa 1915 in Richard Oswalds Schlemihl, traten Vater Rudolph Schildkraut und Sohn Joseph Schildkraut auch in Theodor Herzl, der Bannerträger des jüdischen Volkes gemeinsam vor die Kamera.

## Rezeption
In der Neue Freie Presse heißt es am 11. Februar 1921, man sehe „Bilder von berückender Pracht. Theodor Herzl erscheint als Retter und mit ihm sehen wir Neuland entstehen, die hochragenden Paläste Zions, die die Zukunft des Judentums nach Herzls Ansicht sein sollten. Die prunkvolle Ausstattung des Films, dessen dramatischer Inhalt sowie die unvergleichliche Darstellung des Ahasver durch Rudolph Schildkraut und die Verkörperung des ringenden Judentums durch Josef Schildkraut sichern dem Ferdinands-Kino, das diesen Film erworben hat, ausverkaufte Häuser.“
Paimann’s Filmlisten fanden den Stoff zwar „tendenziös“, aber interessant; dafür die „Photographie sehr gut“ und „Spiel und Szenerie ausgezeichnet“.
Einen mehrseitigen Artikel druckte die in Österreich erscheinende Die Kinowoche im Erscheinungsjahr ab.